# Ломлом
Ломлом — найбільший з Рифових островів Соломонових островів. Острів розташований у провінції Темоту, має розміри сім на чотири кілометри і відділений від Фенуалоа глибокою протокою. Орієнтовна висота місцевості над рівнем моря становить приблизно 21 м. Варіантні форми назви острова — Фонофоно і Лом Лом.
Ломлом розташований аеропорт Ломлом, єдиний аеродром Рифових островів.